# Зайончкув (Нижньосілезьке воєводство)
Зайончкув (пол. Zajączków, нім. Haasenau) — село в Польщі, у гміні Оборники-Шльонські Тшебницького повіту Нижньосілезького воєводства.
Населення — 331 особа (2011).
У 1975-1998 роках село належало до Вроцлавського воєводства.

## Демографія
Демографічна структура станом на 31 березня 2011 року:
|          | Загалом | Допрацездатний вік | Працездатний вік | Постпрацездатний вік |
| -------- | ------- | ------------------ | ---------------- | -------------------- |
| Чоловіки | 170     | 25                 | 134              | 11                   |
| Жінки    | 161     | 30                 | 100              | 31                   |
| Разом    | 331     | 55                 | 234              | 42                   |